# Großsteingrab Philippshof
Das Großsteingrab Philippshof war eine mögliche megalithische Grabanlage der jungsteinzeitlichen Trichterbecherkultur (TBK) bei Philippshof, einem Ortsteil von Altenhagen im Landkreis Mecklenburgische Seenplatte (Mecklenburg-Vorpommern). Über das Grab selbst liegen keine näheren Angaben vor. Ingeburg Nilius führt es als Großsteingrab unbekannten Typs oder als eingetiefte Steinkiste, Hans-Jürgen Beier als Großsteingrab unbekannten Typs. An Beigaben wurden eine Axt aus einer Nachbestattung der endneolithischen Einzelgrabkultur sowie ein Felsgestein-Beil gefunden.